# تپه کلیسا
تپه کلیسا مربوط به سدهٔ ۶ و ۷ ه.ق است و در شهرستان زنجان، روستای قیطول واقع شده و این اثر در تاریخ ۱۹ اردیبهشت ۱۳۵۶ با شمارهٔ ثبت ۱۳۹۳ به‌عنوان یکی از آثار ملی ایران به ثبت رسیده است.